# Edwin D. Patrick

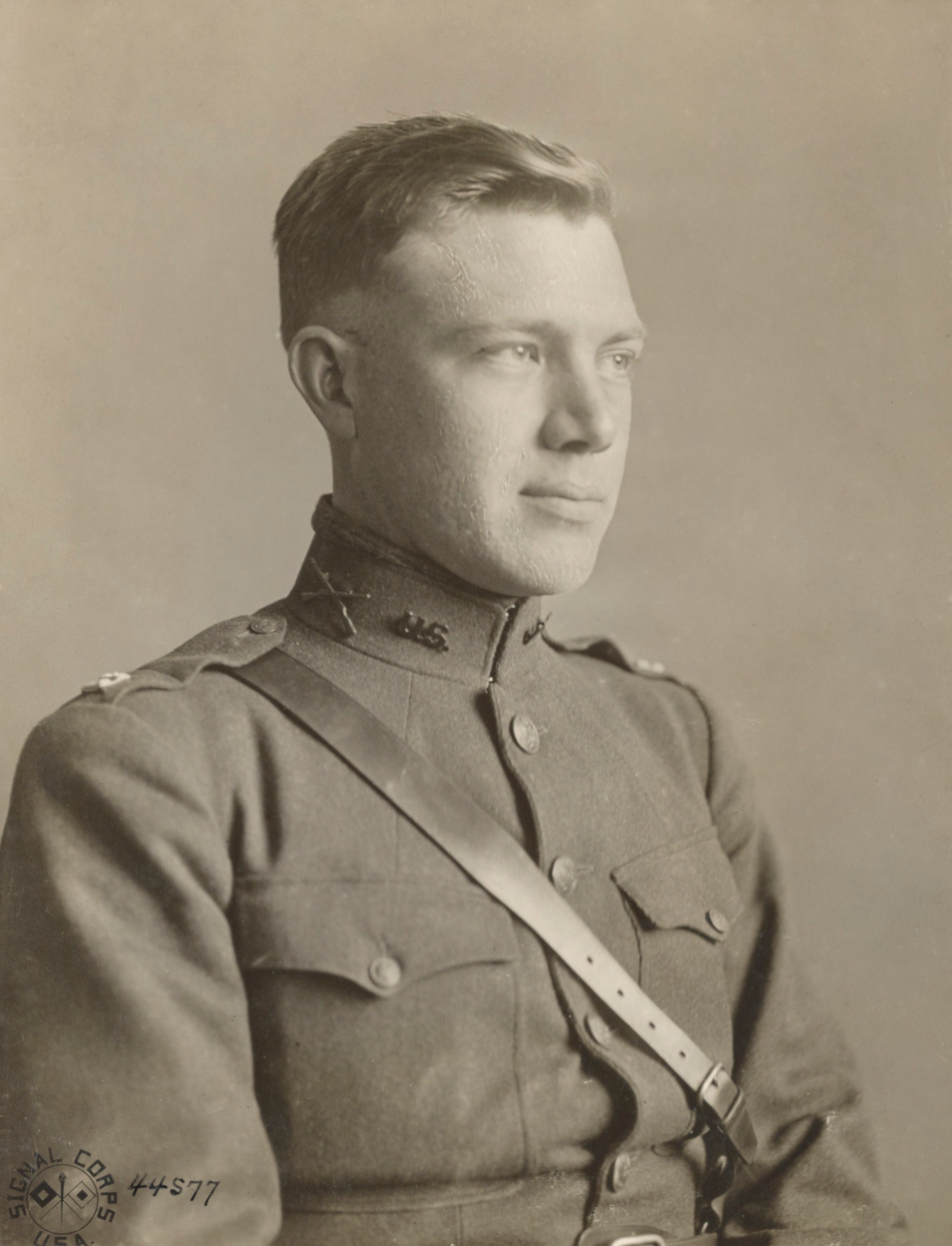
Edwin D. Patrick (Dezember 1918)

Edwin Davies Patrick (* 11. Januar 1894 in Tell City, Perry County, Indiana; † 15. März 1945 in der Provinz Rizal, Luzon, Philippinen) war ein Generalmajor der United States Army. Er war unter anderem Kommandeur der 6. Infanteriedivision.
Patrick war ein Sohn von John Thomas Patrick und dessen Frau Anna E. Menninger. Er besuchte die öffentlichen Schulen seiner Heimat. Nach dem College trat er im Jahr 1915 der Indiana National Guard bei. Bald darauf wurde er als Leutnant in das Offizierskorps des Heeres aufgenommen. In der Armee durchlief er anschließend alle Offiziersränge vom Leutnant bis zum Zwei-Sterne-General.
Während des Ersten Weltkriegs gehörte er den American Expeditionary Forces an. Dabei war er unter anderem als Angehöriger einer Maschinengewehreinheit der 5. Infanteriedivision an der Schlacht von St. Mihiel und der Maas-Argonnen-Offensive beteiligt.
In den 1920er und 1930er Jahren absolvierte er den für Offiziere in den entsprechenden Rangstufen üblichen Dienst in verschiedenen Einheiten und Standorten. Dazu gehörten auch Aufgaben als Stabsoffizier in verschiedenen Hauptquartieren. Zwischen 1938 und 1942 gehörte er dem Stab der 8th Corps Area an. In diese Zeit fiel der amerikanische Eintritt in den Zweiten Weltkrieg. Im Jahr 1942 kommandierte er für einige Monate das 357. Infanterieregiment. Danach war er bis 1944 Stabschef der 6. Armee, die damals von General Walter Krueger kommandiert wurde. Die Armee war auf dem pazifischen Kriegsschauplatz eingesetzt und nahm unter anderem an der Schlacht um Wakde-Sarmi und der Schlacht um Noemfoor teil.
Im August 1944 erhielt Edwin Patrick als Nachfolger von Franklin C. Sibert das Kommando über die 6. Infanteriedivision. Diese Division gehörte zu den Einheiten die die Philippinen von der japanischen Besatzung befreiten. Dort wurde Patrick am 14. März 1945 von einem japanischen Heckenschützen angeschossen. Er starb einen Tag später an den Folgen der Verwundung und wurde auf dem Manila American Cemetery beigesetzt. Edwin Patrick ist einer von drei amerikanischen Divisionskommandeuren, die während des Zweiten Weltkriegs bei Kampfhandlungen ums Leben kamen. Die beiden anderen waren Maurice Rose, Kommandeur der 3. Panzerdivision in Deutschland, und James Edward Wharton, der die 28. Infanteriedivision kommandierte und in Frankreich von deutschen Scharfschützen erschossen wurde. Insgesamt kamen während des Zweiten Weltkriegs neun amerikanische Offiziere im Rang eines Generalmajors ums Leben.

## Orden und Auszeichnungen
Edwin Patrick erhielt im Lauf seiner Dienstzeit unter anderem folgende Auszeichnungen, darunter einige posthum:
- Distinguished Service Cross
- Army Distinguished Service Medal
- Silver Star
- Meritorious Unit Commendation
- World War I Victory Medal
- American Defense Service Medal
- American Campaign Medal
- Asiatic-Pacific Campaign Medal
- World War II Victory Medal
- Philippine Republic Presidential Unit Citation (Philippinen)
- Philippine Liberation Medal (Philippinen)
- Purple Heart